# عبدالسلام گادیسف
عبدالسلام گادیسف (به روسی: Абдусалам Гадисов) (زادۀ ۲۶ مارس ۱۹۸۹) کشتی‌گیر پیشین و مربی کشتی آزاد اهل روسیه است. او در دستهٔ سنگین‌وزن قهرمان مسابقات قهرمانی کشتی جهان در سال ۲۰۱۴ و نیز قهرمان دو دورهٔ مسابقات قهرمانی کشتی اروپا است. او در سال ۲۰۱۸، به عنوان سرمربی تیم ملی کشتی آزاد جوانان روسیه انتخاب شد.
در المپیک ۲۰۱۲ لندن با کسب سهمیه شرکت کرد که در این مسابقات برابر رضا یزدانی از ایران قرار گرفت و در یک رقابت نزدیک شکست خورد. او با توجه به مصدومیت رضا یزدانی در نیمه‌نهایی، از گردونه رقابت‌های المپیک حذف شد. وی سابقه کشتی در لیگ ایران و لیگ حرفه‌ای هند را دارد.
گادیسف در سال ۲۰۱۷ از دنیای قهرمانی کناره‌گیری کرد و به مربیگری پرداخت. او از سال ۲۰۱۸ به عنوان مربی در فدراسیون کشتی روسیه و آکادمی‌های کشتی این کشور فعالیت دارد.

## دوپینگ و محرومیت
عبدالسلام گادیسف، قهرمان 2014 جهان و قهرمان دو دوره کشتی آزاد اروپا به دلیل نقض قوانین ضددوپینگ با تصمیم دادگاه جهانی حکمیت ورزش (CAS) به مدت ۴ سال محروم شد و کلیه نتایج وی از سال ۲۰۱۵، شامل نقره جهانی ۲۰۱۵ و برنز اروپایی ۲۰۱۵ حذف شد.
```
نمونه این ورزشکار که در تاریخ 6 آگوست 2015 از مسابقات خارج شد، هنگام آزمایش مجدد در آوریل 2020، نتیجه مثبتی برای استروئید آنابولیک دهیدروکلرمتیل تستوسترون داشت.
```